# 2002年亞洲運動會沙烏地阿拉伯代表團
2002年亞洲運動會於2002年9月29日至10月14日在韓國釜山舉行，沙烏地阿拉伯代表團以總成績9面獎牌（包括7面金牌）在獎牌榜中名列第11位。

## 獎牌榜
| 比賽項目 | 獎牌詳情 | 金牌 | 銀牌 | 銅牌 | 總數 |
| 田徑     | 金牌 男子100米（阿爾沙巴爾） 金牌 男子400米跨欄（阿爾索邁利） 金牌 男子三級跳遠（阿爾莫瓦拉德） 金牌 男子5000米（奧泰比） 金牌 男子跳遠（阿爾薩巴） 金牌 男子4x400米接力 銀牌 男子400米（阿爾里希） | 6    | 1    | 0    | 7    |
| 跆拳道   | 銅牌 男子62公斤級（馬特里） | 0    | 0    | 1    | 1    |